# Берестенников, Илья Вячеславович
Илья Вячеславович Берестенников (род. 9 августа 1995) — российский хоккеист, нападающий. Мастер спорта России (2025).

## Биография
Воспитанник ангарского «Ермака». С сезона-2011/12 — игрок команды МХЛ-Б «Ангарский Ермак». С сезона-2013/14 также стал играть в ВХЛ за «Ермак». 17 мая 2016 года перешёл в «Металлург» Магнитогорск. В сезоне-2016/17 сыграл 5 матчей в КХЛ и 17 — в ВХЛ за «Южный Урал». В следующем сезоне провёл 48 матчей в КХЛ. 26 мая 2018 года был обменян в «Амур». Сыграл 11 матчей в КХЛ и 42 — в ВХЛ за «Сокол» Красноярск. 10 сентября 2019 года был обменян в нижегородское «Торпедо», провёл сезон в команде ВХЛ «Торпедо-Горький». Сезон-2020/21 отыграл в «Ермаке». Следующий сезон начал в «Ростове», но 11 октября вернулся в «Ермак». В декабре 2022 года перешёл в «Рубин», с 18 ноября 2024 года — игрок «Кристалла» Саратов.